# 소련이 저지른 전쟁 범죄
소련의 전쟁 범죄(Soviet war crimes)는 적군이나 소련군이 저지른 전쟁 범죄를 말한다.

## 제2차 세계대전 중

### 발트 3국
소련이 발트3국을 침략했다.

### 폴란드
폴란드를 침공하고 카틴 숲의 학살을 저질렀다.

### 핀란드
핀란드와 전쟁할 때 포로들을 학살했다.

### 만주
만주국을 무너트리고 나서 만주인들도 강간했다. 한만 공동소유인 수풍댐에서 발전기를 훔쳐가기도 했다.

### 제2차 세계대전 이후
프라하의 봄을 진압하기 위해 체코슬로바키아에 침공했다. 아프가니스탄에 침공하여 파괴행위를 일삼았다.

## 같이 보기
- 독일이 저지른 전쟁 범죄
- 일본이 저지른 전쟁 범죄
- 소련의 군사사
- 소련의 군사점령
- 네메스도르프 학살
- 적색 테러
- 미국이 저지른 전쟁 범죄
- 무장친위대